# Kristy, Are You Doing Okay?
Kristy, Are You Doing Okay? är en promosingel av det amerikanska punkrockbandet The Offspring. Singeln förutspåddes av den finska radiokanalen Radio Rock att bli den andra singeln som skulle släppas från albumet, men detta visade sig senare vara ett falskt rykte. Låten handlar om sexuella övergrepp, då särskilt mot barn. Dexter Holland säger själv att låten handlar om en person han kände när han var yngre som utsattes för sådana övergrepp.
"Kristy, Are You Doing Okay?" kom på plats 94 på listan The KROQ Top 106.7 Songs of 2008 och en akustisk version av låten har framförts live. Musikvideon hade premiär den 2 februari 2009 på AOL och är regisserad av Lex Halaby.

## Låtlista
Alla låtar är skrivna och komponerade av The Offspring, om inte annat anges. 
| Nr | Titel                       | Längd |
| -- | --------------------------- | ----- |
| 1. | Kristy, Are You Doing Okay? | 3:42  |